# Distrito 2.º de Misamis
El Distrito 2.º de Misamis fue uno de los siete distritos o provincias en los que a finales del siglo XIX se hallaba dividida la isla de Mindanao, perteneciente a la Capitanía General de Filipinas (1521-1899).
Su capital era la villa de Cagayán de Misamis.
Del distrito de Misamis depende la comandancia de Dapitan.
Tiene una extensión superficial, 18,000 km², albergando una  población de 151,696 habitantes, distribuidos en 31 pueblos.

## Límites y superficie

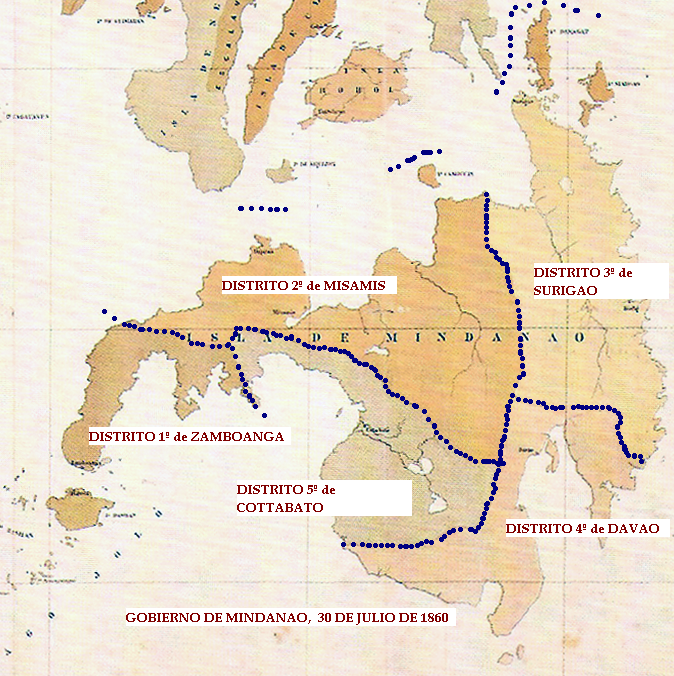
Gobierno de Mindanao: Los 5 Distritos creados por Real Decreto de 30 de julio de 1860.

Comprende el distrito de Misamis parte del Norte de la isla de Mindanao, las islas Camiguín, Silina y varios islotes.
Confina por el norte con el mar que baña las islas de Negros, de Camiguín, Siquijor y Bohol; por el sur con el Distrito 5.º de Cotabato y Dávao; por el este con el Distrito 3.º de Surigao; y por el oeste con el Distrito 1.º de Zamboanga.
Tiene un desarrollo de costa de más de 102 leguas desde las islas de Murciélagos hasta la punta Diuata. Alcanzaba una extensión superfciial de unos 18,000 km ².

"...La población asciende, según el Censo de 1887, á 116,024; pero es sin duda mucho mayor, atendidas las numerosas rancherías que hay en el interior poco conocidas todavía. Según el Estado General del Obispado de Cebú, publicado en 1897, el número de almas de este distrito asciende á 169,356..."

"...Los idiomas de Misamis son: el bisaya cebuano, el montes y el moro malanao..."
El Archipiélago Filipino.
 Colección de datos. 
Por algunos padres de la Misión de la Compañía de Jesús en estas islas.

## Pueblos, visitas y barrios
La cabecera lleva el nombre de Cagayán de Misamis, la cual junto con Gusa, su visita, tiene 11.029 almas, 12.882, según Govantes. Así fue descrita a principios del siglo XX:

"...Está situada sobre la orilla del río de su nombre y en terreno llano. Sus edificios públicos y varios de particulares son de buena construcción"
El Archipiélago Filipino.
 Colección de datos. 
Por algunos padres de la Misión de la Compañía de Jesús en estas islas.

Son pueblos de este distrito:
- Tagoloán de 8,198 almas, con las visitas de Agusan, situado en la costa Norte, en la bahía de Macajalar o Macabalán, San Martín, Minsoro, Malibog, Pamplona, Silo y Santa Ana;
- Jamán de 4,504, con las visitas de Canajauan, Solana, Villanueva, Patrocinio, Clavería y Bubuntugan;
- Balingasag de 9,330, según Govantes 11,800, con las visitas de Casúlug, Caual, San Roque, la Concepción, Rosario, Lagonlong y Salay;
- Talisayán de 5,877, con las visitas de Balingoán, Quinuguitán, Santa Inés, San Miguel y Portolín;
- Giñgoog de 4,615, con las visitas de Medina, Minlagas, Odiungan, Linugus, San Juan, Consuelo y Asturias;
- Guinsilitan, Sogay, Catarman, Mambájao, Mahinoc, Iponan, Opol y Molugán;
- El Salvador de 6,640, Alubijid, Initao, Naauan,
- Ilígan de 2,466,
- Misamis de 6,313, situado en la orilla Oeste de la bahía de Panguil, con fondeadero comprendido entre la punta del Fuerte al norte y la de Pubut, terminación de la falda Este de la colina, que se encuentra a una milla del fuerte; Loculán, Giménez, Alorán.[3]
- Oroquieta de 12,200, 13,280 según Govantes, con su visita de  Layawan,
- Langarán de 12,219, 11.310  según Govantes, con su visita de Baliangao;
- Sumilao de 4,122, con las visitas de Talmagmag, Calipayan, Sancanan, Tanculan, Balao, Quilábong, San Juan, Malucu, Impasugón y Silipon;
- Misión de Sevilla, o de Linabo,  de 4,145 con las visitas de Calasúngay, Linabo, Bugcaon, Valencia, Covadonga, Monserrat, Oroquieta y Silay.
- Manbajao tiene 9,793.
- Jiménez, 8,582.

## Gobierno, administración civil y eclesiástica, idioma
Para adelantar en la ocupación y dominio de la isla, se creó por Real Decreto de 30 de julio de 1860, el Gobierno de Mindanao; se dividió su territorio en seis distritos; se fijó un meditado plan de operaciones y se adoptó un sistema político militar.
Tiene gobierno político-militar á cargo de un coronel o teniente coronel del Ejército Español, juzgado de primera instancia de entrada y administración de hacienda de cuarto orden.
La administración espiritual la ejercen misioneros recoletos y jesuitas.
Se habla el visaya, y entre los infieles y moros el montes y el moro.

## Producciones
Se da abacá en abundancia, café, cacao, caña-dulce, algodón y tabaco; y existen minas de
oro sin explotar.